# Jeffrey Campbellのスケートシューズで
「Jeffrey Campbellのスケートシューズで」（ジェフェリーキャンベルのスケートシューズで）は、BIGMAMAの10枚目のシングル。2012年12月12日にRX-RECORDSよりリリースされた。

## 概要
前作『風船夫婦の俯瞰show』から3ヶ月ぶりのリリース。通常盤のみのリリース。ジャケット写真は、表題曲のタイトルである“Jeffrey Campbellのスケートシューズ”と、黒猫が描かれている。黒猫の首輪には小さく「BIGMAMA」と書かれている。

## 楽曲解説
Jeffrey Campbellのスケートシューズで
表題曲。MVが作られていたが、現在は削除されている。
「クリスマスや正月等のイベントよりも、あなたが生まれたその日が一番大切」という意味を込めたバースデーソング。
「Jeffrey Campbell」とは、2000年にスペインで始動したシューズブランドである。
ミュージックビデオの撮影は、エキストラを募って行われた。金井政人の彼女役として、女優でモデルの吉田怜菜が出演した。
rockin'on.comの上野三樹は、「メロディを短く切ってダイナミックなサウンドと共に軽快さをハジけさせる、BIGMAMA王道のアレンジがライヴでも盛り上がりそうな楽曲」と評価している。
負け犬と勝ち猫
「人にはいつも勝ち負けがついて回る」というシリアスなテーマから、負け犬を連想させ、そこから対照的なものとして「勝ち猫」を考え、楽しい雰囲気のサウンドで表現した楽曲。

## 収録曲
| 全作詞: 金井政人、全作曲・編曲: BIGMAMA。 |                                          |          |            |      |
| #                                         | タイトル                                 | 作詞     | 作曲・編曲 | 時間 |
| 1.                                        | 「Jeffrey Campbellのスケートシューズで」 | 金井政人 | BIGMAMA    | 4:04 |
| 2.                                        | 「負け犬と勝ち猫」                       | 金井政人 | BIGMAMA    | 3:36 |
| 合計時間:                                 | 合計時間:                                | 7:40     |            |      |